# Puzzle Eternity

Tablero vacío para montar el puzle Eternity.

El Puzzle Eternity es un difícil acertijo geométrico ideado por Christopher Monckton que consiste en un rompecabezas formado por 209 piezas planas con las que hay que construir un dodecágono gigante.
En 1999 el autor ofreció un premio de un millón de libras esterlinas al que lo solucionara. En mayo de 2000, casi al expirar la fecha límite del concurso, dos matemáticos de Cambridge, Alex Selby y Oliver Riordan, enviaron la solución y ganaron el premio.
Se creía que era realmente difícil de analizar y resolver incluso por el sistema informático de «fuerza bruta» y que había, según expertos, 1095 combinaciones, y hasta 10500 según otros. Su creador había contratado un seguro y pudo pagar el premio sin problemas; apareció una segunda solución que encontró Guenter Stertenbrink por otro sistema. Ninguna de ambas soluciones empleaba las seis «pistas» que el creador del puzle ofreció para ayudar a los aficionados.
Una segunda versión del juego, Eternity II, que utiliza 256 piezas salió al mercado internacional en verano de 2007. En esta nueva versión el premio consiste en 2.000.000 de dólares, pero hasta ahora nadie lo ha resuelto.